# Léon Daelemans
Léon Daelemans (* 18. April 1949 in Neerpelt) ist ein ehemaliger belgischer Radrennfahrer und nationaler Meister im Radsport.

## Sportliche Laufbahn
Daelemans war Bahnradsportler. Er war Teilnehmer der Olympischen Sommerspiele 1972 in München. Dort bestritt er mit dem Vierer die Mannschaftsverfolgung, das belgische Team mit Léon Daelemans, Roger De Beukelaer, Alex Van Linden und Wilfried Wesemael schied in der Qualifikationsrunde aus.
1973 gewann er als Amateur die nationale Meisterschaft in der Mannschaftsverfolgung. 1970, 1972, 1975, 1977 und 1980 wurde er jeweils Vize-Meister, 1976 gewann er die Bronzemedaille im Meisterschaftsrennen in der Mannschaftsverfolgung. 1977 wurde er belgischer Meister im Dernyrennen.